# Mesocalocerinus gemmus
Mesocalocerinus gemmus är en stekelart som beskrevs av Girault 1922. Mesocalocerinus gemmus ingår i släktet Mesocalocerinus och familjen sköldlussteklar. Inga underarter finns listade i Catalogue of Life.